# Chef Defensiestaf
De chef-Defensiestaf (CDS) was tot september 2005 de hoogste militaire functie van de Nederlandse Krijgsmacht. Daarna werd de functie van chef-Defensiestaf omgedoopt tot Commandant der Strijdkrachten, die wordt afgekort met CdS. De commandant der Strijdkrachten heeft sindsdien formeel het bevel van de gehele krijgsmacht, maar blijft ook chef van de Defensiestaf.
De chef-Defensiestaf gaf leiding aan de Defensiestaf en was de belangrijkste militaire adviseur van de minister en de staatssecretaris van Defensie. De Defensiestaf is belast met zaken die alle krijgsmachtdelen aangaan en met internationale aspecten van het veiligheidsbeleid. De CDS trad tevens op als voorzitter van gezamenlijke vergaderingen van de hoogste bevelhebbers van de marine, landmacht en luchtmacht:
- bevelhebber der Zeestrijdkrachten (tegenwoordig: commandant Zeestrijdkrachten)
- bevelhebber der Landstrijdkrachten (tegenwoordig: commandant Landstrijdkrachten)
- bevelhebber der Luchtstrijdkrachten (tegenwoordig: commandant Luchtstrijdkrachten)

De CDS was de eerst verantwoordelijke voor de uitvoering en de evaluatie van crisisbeheersings- en humanitaire operaties.
De CDS was bij toerbeurt afkomstig uit één der drie, tegenwoordig vier, krijgsmachtdelen en werd bij aanvang van de functie doorgaans bevorderd tot luitenant-generaal of generaal (indien de CDS afkomstig was uit de marine volgde bevordering tot vice-admiraal of luitenant-admiraal). Toen de functie in 1976 werd hernoemd van voorzitter Comité Verenigde Chefs van Staven naar chef Defensiestaf, werd het definitief een generaals- of luitenant-admiraalsfunctie. Hoewel de CDS hiërarchisch één rang hoger was dan de bevelhebbers, stond hij functioneel op hetzelfde niveau: de CDS was dus geen opperbevelhebber, de uiteindelijk verantwoording van de krijgsmacht ligt in Nederland bij de minister van Defensie.

## Overzicht
| Opperbevelhebbers van de Land- en Zeemacht                                           | Opperbevelhebbers van de Land- en Zeemacht    | Opperbevelhebbers van de Land- en Zeemacht                                            | Termijn                              | Krijgsmachtdeel / Eenheid                                | Krijgsmachtdeel / Eenheid                                                    |
| ------------------------------------------------------------------------------------ | --------------------------------------------- | ------------------------------------------------------------------------------------- | ------------------------------------ | -------------------------------------------------------- | ---------------------------------------------------------------------------- |
|                                                                                      | C.J. (Cornelis) Snijders                      | generaal C.J. (Cornelis) Snijders (1852–1939)                                         | 31 juli 1914 – 9 november 1918       | Nederlandsch-Indisch Leger Landmacht                     | Genie                                                                        |
|                                                                                      | W.F. (Willem) Pop                             | luitenant–generaal W.F. (Willem) Pop (1858–1931)                                      | 9 november 1918 – 20 november 1919   | Landmacht                                                | Artillerie                                                                   |
| Vacant Interbellum (20 november 1919 – 28 augustus 1939)                             |                                               |                                                                                       |                                      |                                                          |                                                                              |
|                                                                                      | I.H. (Izaäk) Reijnders                        | generaal I.H. (Izaäk) Reijnders (1879–1966)                                           | 28 augustus 1939 – 6 februari 1940   | Landmacht                                                | Infanterie                                                                   |
|                                                                                      | H.G. (Henri) Winkelman                        | generaal H.G. (Henri) Winkelman (1876–1952)                                           | 6 februari 1940 – 15 mei 1940        | Landmacht                                                | Infanterie                                                                   |
| Vacant Tweede Wereldoorlog (15 mei 1940 – 3 september 1944)                          |                                               |                                                                                       |                                      |                                                          |                                                                              |
| Bevelhebber Binnenlandse Strijdkrachten                                              | Bevelhebber Binnenlandse Strijdkrachten       | Bevelhebber Binnenlandse Strijdkrachten                                               | Termijn                              | Krijgsmachtdeel / Eenheid                                | Krijgsmachtdeel / Eenheid                                                    |
|                                                                                      | z.k.h. prins Bernhard van Lippe-Biesterfeld   | generaal / luitenant–admiraal z.k.h. prins Bernhard van Lippe-Biesterfeld (1911–2004) | 3 september 1944 – 13 september 1945 | Landmacht Nederlandsch-Indisch Leger Marine              | Binnenlandse Strijdkrachten                                                  |
| Chef Staf Militair Gezag                                                             | Chef Staf Militair Gezag                      | Chef Staf Militair Gezag                                                              | Termijn                              | Krijgsmachtdeel / Eenheid                                | Krijgsmachtdeel / Eenheid                                                    |
|                                                                                      | H.J. (Hans) Kruls                             | generaal mr. H.J. (Hans) Kruls (1902–1975)                                            | 13 september 1945 – 1 januari 1946   | Landmacht                                                | Artillerie                                                                   |
| Vacant Tijdens de reorganisatie van de krijgsmacht (1 januari 1946 – 1 januari 1949) |                                               |                                                                                       |                                      |                                                          |                                                                              |
| Voorzitters Comité Verenigde Chefs van Staven                                        | Voorzitters Comité Verenigde Chefs van Staven | Voorzitters Comité Verenigde Chefs van Staven                                         | Termijn                              | Krijgsmachtdeel / Eenheid                                | Krijgsmachtdeel / Eenheid                                                    |
|                                                                                      | H.J. (Hans) Kruls                             | generaal mr. H.J. (Hans) Kruls (1902–1975)                                            | 1 januari 1949 – 1 februari 1951     | Landmacht                                                | Artillerie                                                                   |
|                                                                                      | E.J. (Ed) van Holthe                          | viceadmiraal jhr. E.J. (Ed) van Holthe (1896–1967)                                    | 1 februari 1951 – 1 januari 1953     | Marine                                                   | Vlooteenheden Onderzeedienst                                                 |
|                                                                                      | I.A. (Fons) Aler                              | luitenant–generaal I.A. (Fons) Aler (1896–1981)                                       | 1 januari 1953 – september 1953      | Landmacht (1917–1923) (1946–1953) Luchtmacht (1953–1954) | Luchtvaartafdeeling (1917–1923) (1946–1953) Transportvliegtuigen (1953–1954) |
|                                                                                      | B.R.P.F. (Ben) Hasselman                      | generaal B.R.P.F. (Ben) Hasselman (1898–1984)                                         | oktober 1953 – 1 januari 1958        | Landmacht                                                | Cavalerie                                                                    |
|                                                                                      | H. (Heije) Schaper                            | luitenant–generaal H. (Heije) Schaper (1906–1996)                                     | 1 januari 1958 – mei 1959            | Marine (1929–1954) Luchtmacht (1954–1961)                | Marine Luchtvaartdienst (1929–1954) Jachtvliegtuigen (1954–1961)             |
|                                                                                      |                                               | luitenant–admiraal H.H.L. (Henk) Pröpper (1906–1995)                                  | mei 1959 – mei 1962                  | Marine                                                   | Vlooteenheden                                                                |
|                                                                                      | G.J. (Gillis) le Fèvre de Montigny            | generaal G.J. (Gillis) le Fèvre de Montigny (1901–1982)                               | juni 1962 – april 1965               | Landmacht                                                | Infanterie                                                                   |
|                                                                                      |                                               | generaal H.P. (Hein) Zielstra (1908–1985)                                             | mei 1965 – december 1968             | Luchtmacht                                               | Jachtvliegtuigen                                                             |
|                                                                                      |                                               | luitenant–admiraal H.M. (Hugo) van den Wall Bake (1913–1981)                          | januari 1969 – december 1971         | Marine                                                   | Vlooteenheden                                                                |
|                                                                                      | W. (Willem) van Rijn                          | luitenant–generaal W. (Willem) van Rijn (1915–1997)                                   | januari 1972 – september 1973        | Landmacht                                                | Infanterie                                                                   |
|                                                                                      | A.J.W. (Robbie) Wijting                       | generaal A.J.W. (Robbie) Wijting (1925–1986)                                          | november 1973 – 1 december 1976      | Luchtmacht                                               | Jachtvliegtuigen                                                             |
| Chefs van de Defensiestaf                                                            | Chefs van de Defensiestaf                     | Chefs van de Defensiestaf                                                             | Termijn                              | Krijgsmachtdeel / Eenheid                                | Krijgsmachtdeel / Eenheid                                                    |
|                                                                                      | A.J.W. (Robbie) Wijting                       | generaal A.J.W. (Robbie) Wijting (1925–1986)                                          | 1 december 1976 – oktober 1980       | Luchtmacht                                               | Jachtvliegtuigen                                                             |
|                                                                                      | C. (Cor) de Jager                             | generaal C. (Cor) de Jager (1925–2001)                                                | november 1980 – juni 1983            | Landmacht                                                | Artillerie                                                                   |
|                                                                                      | G.L.J. (Govert) Huijser                       | generaal G.L.J. (Govert) Huijser (1931–2014)                                          | juli 1983 – december 1988            | Landmacht                                                | Infanterie                                                                   |
|                                                                                      | P.J. (Peter) Graaff                           | generaal P.J. (Peter) Graaff (1936–2014)                                              | december 1988 – mei 1992             | Landmacht                                                | Genie                                                                        |
|                                                                                      | A.K. (Arie) van der Vlis                      | generaal A.K. (Arie) van der Vlis (1940–2020)                                         | mei 1992 – augustus 1994             | Landmacht                                                | Verbindingsdienst                                                            |
|                                                                                      | H.G.B. (Henk) van den Breemen                 | generaal H.G.B. (Henk) van den Breemen (1941–2024)                                    | augustus 1994 – 5 juni 1998          | Marine                                                   | Korps Mariniers                                                              |
|                                                                                      | L. (Luuk) Kroon                               | luitenant–admiraal L. (Luuk) Kroon (1942–2012)                                        | 5 juni 1998 – 5 juni 2004            | Marine                                                   | Vlooteenheden                                                                |
|                                                                                      | D.L. (Dick) Berlijn                           | generaal D.L. (Dick) Berlijn (1950)                                                   | 5 juni 2004 – 5 september 2005       | Luchtmacht                                               | Jachtvliegtuigen                                                             |

## Trivia
Eenmaal was de chef van de Defensiestaf afkomstig uit het Korps Mariniers, een onderdeel van de Koninklijke Marine. Dit was de enige maal dat het Korps een viersterrengeneraal heeft gekend.